# Bolton Notch State Park
Bolton Notch State Park ist ein State Park im US-Bundesstaat Connecticut auf dem Gebiet der Gemeinde Bolton.

## Geographie
Bolton Notch State Park liegt an der Interstate 384 und wird im Süden und auf seiner Westseite vom Hop River Trail begrenzt. Entlang seiner Westseite verläuft auch der Railroad Brook, der im Bolton Notch Pond am Südwestende des Parks entspringt. In der Umgebung liegen noch weitere Parks wie der Freja-Park, der Valley Falls Park und der Hop River State Park.
Der Bolton Notch Mountain mit einer Höhe von 194 m (636 ft) über dem Meer bildet die Wasserscheide für die Flüsse Hop River (Zufluss des Shetucket River, südwestlich), Blackledge River (Zufluss des Salmon River, südlich) und des Railroad Brook (entwässert über Tankerhoosen River – Hockanum River in den Connecticut River, nordwestlich).
Darüber hinaus befand sich hier auch die Grenze zwischen dem Territorium der Podunk und der Mohegan. Die Mohegan benutzten die Klippe des Bolton Notch Mountain als Wachtposten. Sie nannten das Gebiet „Saqumsketuck“ (dt. etwa „Ort mit hartem Fels“).
Im Park befinden sich mehrere Höhlen. Darunter auch die Squaw's Cave. Legenden berichten, dass dort um 1640 ein Europäischer Siedler mit seiner Podunk-Frau als Ausgestoßene lebten.

## Freizeitaktivitäten
Der Park bietet es Möglichkeiten zu Wandern und Klettern und hat Anschluss an den Hop River State Park Trail und  den Shenipsit Trail. Die Wanderwege im Park sind nicht markiert, werden aber von der Bolton Conservation Commission unterhalten.